# Syagrus pleioclada
Syagrus pleioclada är en enhjärtbladig växtart som beskrevs av Karl Ewald Maximilian Burret. Syagrus pleioclada ingår i släktet Syagrus och familjen Arecaceae. Inga underarter finns listade i Catalogue of Life.